# Stefan Uroš I.
| Portal:Kršćanstvo | Portal: Kršćanstvo |

Stefan Uroš I. (ćirilica: Стефан Урош I; oko 1223. do 1277.) bio je kralj Srbije od 1243.

## Životopis
Bio je najmlađi sin Stefana Prvovenčanoga i Ane Dandolo. Žena mu je bila kraljica Jelena Anžujska.
U ranim danima svoje vladavine Stefan je pomagao Epirskoj Despotovini u napadima na Nicejsko Carstvo. Kasnije, kada je nicejski car Mihael VIII. Paleolog uspio povratiti Carigrad i obnoviti Bizantsko Carstvo, Stefan Uroš je dobio jakog neprijatelja.
Mađarski kralj Bela IV. darovao je 1263. Ani, udovici galicijskog vojvode Rastislava, između ostalog i Mačvu. Zbog toga je u jesen 1268. izbio rat između njega i Uroša, koji je Mačvu smatrao svojim područjem. Rat je završio Uroševim porazom i deportacijom. Kao znak pomirenja između njih dvojice bila je ženidba njegovog starijeg sina Stjepana Dragutina s Katarinom, kćerkom Bele IV.
Kako je Uroš za svog naseljednika odredio mlađega Stjepana Milutina započeo je rat između oca i sina mu Stjepana Dragutina. Stjepan Dragutin je dobio potporu od svog šurjaka Stjepanu V. Stjepan je uspio konačno pobjediti svog oca kod Gackog u Hercegovini te je morao pred sinom pobjeći u samostan.

### Članci
- Babić, Petar. 1997. Prijelaz srpskog kralja Stjepana Dragutina na katoličanstvo i pokušaj obnove crkvenog jedinstva s Rimom. Vrhbosnensia. Univerzitet u Sarajevu – Katolički bogoslovni fakultet. Sarajevo. 1 (2): 257–262